# 海德公園一號
海德公園一號（One Hyde Park）是一座位於英國倫敦的豪宅專案，坐落於海德公園南面，緊鄰文華東方倫敦海德公園。

## 設施

### 零售店
- 麥拉倫汽車
- 勞力士
- 阿布達比伊斯蘭銀行

## 知名買主
- 凯莉·米洛，澳洲之名流行歌手
- 哈馬德·本·賈西姆·本·賈比爾·阿勒薩尼，前卡達首相
- 王文洋